# Châlons-en-Champagne
Châlons-en-Champagne ([ˌʃaˈlɔ̃ː.ɑ̃ .ˌʃɑ̃ːˈpaɲə]; bis 1997 Châlons-sur-Marne [ˌʃaˈlɔ̃ː.syʁ.maʀn]) ist eine Stadt mit 43.218 Einwohnern (Stand 1. Januar 2022) im Nordosten Frankreichs in der historischen Landschaft Champagne. Sie ist die Hauptstadt des Départements Marne und war die Hauptstadt (chef-lieu) der bis 2015 bestehenden Region Champagne-Ardenne, die heute zur Region Grand Est gehört.

## Geschichte
Zur Römerzeit hieß Châlons-en-Champagne Catalaunum oder Durocatalaunum und war der Hauptort des gallischen Volksstamms der Catalauni sowie eine bedeutende Stadt der Gallia Belgica. In der Nähe von Châlons besiegte Kaiser Aurelian in einer Schlacht 274 n. Chr. den gallischen Gegenkaiser Tetricus. Der heilige Memmie predigte hier in der zweiten Hälfte des 3. Jahrhunderts das Christentum und wurde erster Bischof von Châlons. Im Jahr 451 fand möglicherweise bei Châlons die Schlacht auf den Katalaunischen Feldern statt, in der das Heer Attilas eine Niederlage gegen die Westgoten unter Theoderich I., der fiel, und die Römer unter Aëtius erlitt.

### Mittelalter
Die Bischöfe von Châlons, der Gau und die Grafschaft Châlons sowie Herrscheraufenthalte in Châlons erscheinen in der Karolingerzeit in zahlreichen Urkunden. Davon seien nur vier hervorgehoben:
- 813 ließ Kaiser Karl der Große in Châlons eine Synode abhalten.[1]
- 841 feierte König Karl der Kahle dort Weihnachten.[2]
- 845 bestätigte Karl der Kahle dem Bischof der „Cathalaunis ecclesiae“ (lat.: Kirche von Châlons) unter anderem Predigt- und Amtsfreiheit.[3] Ab 845 wurde Chalons in 12 weiteren Urkunden Karls des Kahlen erwähnt.[4]
- Im Jahr 921 wurde im Kartular des Bistums, das mit diesem Eintrag schließt, ein „Bovo Cathalaunensis ecclesie episcopus“ (lat.: Bovo, Bischof der Kirche von Châlons) genannt.[5]

Im Jahr 931 wurde die Stadt von Rudolf von Burgund, 963 von Robert von Vermandois erobert und verwüstet.
Im Mittelalter wurde die Stadt seit dem 10. Jahrhundert von den Bischöfen von Châlons verwaltet, was ihr zahlreiche Sakralbauten bescherte, u. a. die Kathedrale Saint-Etienne, Notre-Dame-en-Vaux und Saint-Jean. Die geistliche Herrschaft schränkte jedoch das Bürgertum und damit die wirtschaftliche Entwicklung der Stadt ein. Dies führte dazu, dass die Agrarindustrie bis heute wichtigster Wirtschaftszweig ist.
Im 12. und 13. Jahrhundert entwickelte sich Châlons zu einem wichtigen französischen Handelsplatz. 1147 predigte hier Bernhard von Clairvaux den Kreuzzug in Anwesenheit des Königs Ludwig VII. und des Papstes Eugen III., die zur feierlichen Einweihung der Kathedrale in die Stadt gekommen waren. 1214 nahm die Miliz von Châlons an der Schlacht von Bouvines teil. 1360 vereinigte König Johann II. die Grafschaft Châlons mit der Krondomäne. Während des Hundertjährigen Kriegs schlugen die Einwohner von Châlons 1430 und 1434 etwa 8000 anrückende Engländer zurück.

### Neuzeit
Ende des 16. Jahrhunderts stellte sich die Stadt auf die Seite des französischen Königs Heinrich IV., der daher 1589 das Parlament von Paris nach Châlons verlegte. Am 15. Juni 1591 wurde hier auch die gegen Heinrich IV. gerichtete Exkommunikationsbulle Papst Gregors XIV. sowie 1592 die Bulle Clemens’ VIII. öffentlich durch den Henker verbrannt.

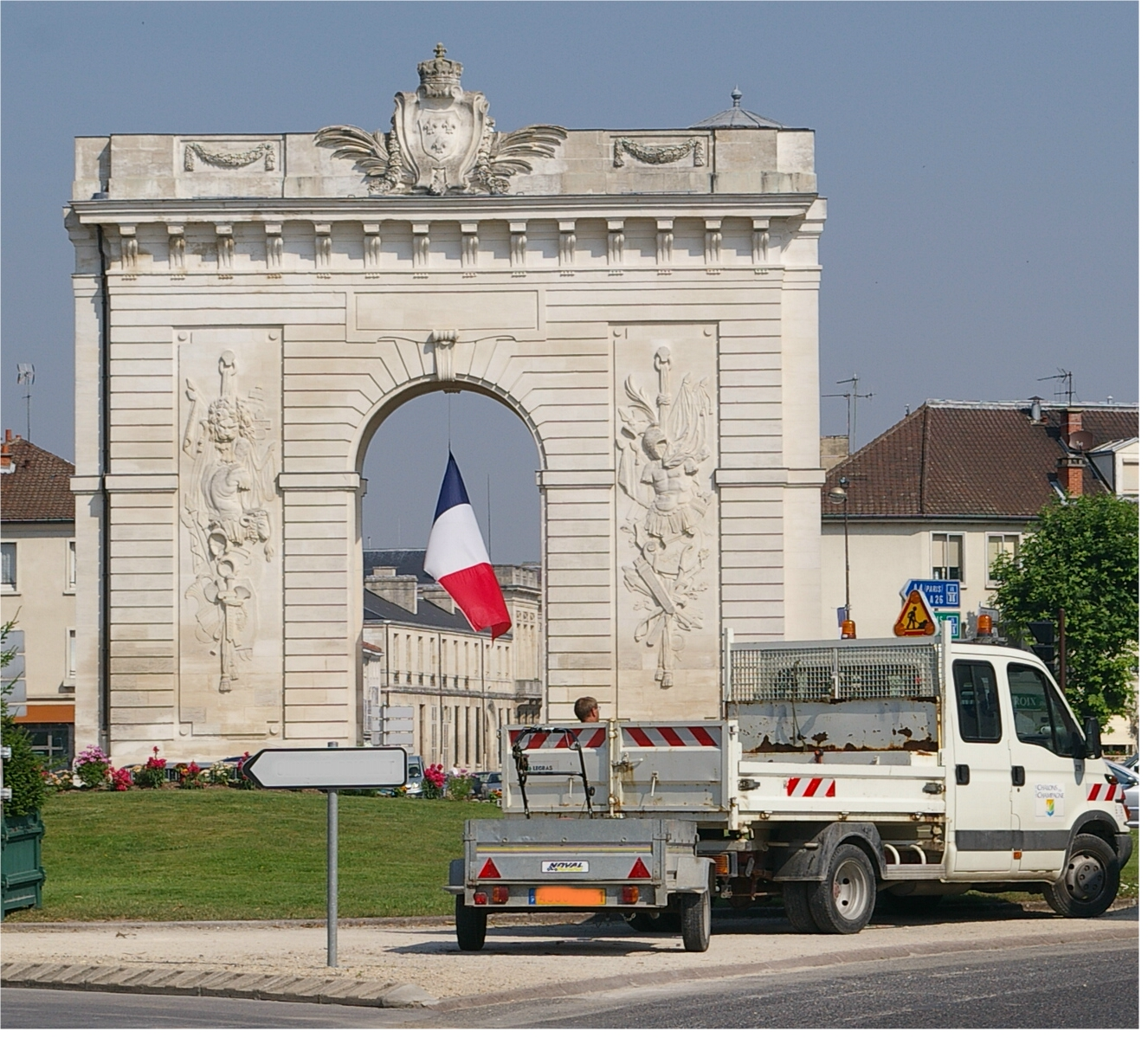
Der Triumphbogen Porte Sainte-Croix erinnert an die Durchreise Marie Antoinettes von Wien nach Paris auf dem Weg zu ihrer Hochzeit mit Ludwig XVI.

Im Verlauf des 17. und 18. Jahrhunderts war Châlons der Schauplatz mehrerer Hochzeiten des Hochadels. So heirateten hier am 16. November 1671 Philippe d’Orléans und Liselotte von der Pfalz, am 7. März 1680 der Große Dauphin und Maria Anna Victoria von Bayern, am 13. Juli 1724 Louis d’Orléans und Auguste von Baden-Baden sowie am 24. Juli 1728 Louis IV. Henri de Bourbon, prince de Condé und Caroline Charlotte von Hessen-Rheinfels-Rotenburg. (Letztere beide Eheschließungen fanden in Sarry ganz in der Nähe von Châlons statt.)
Die Konstituante richtete Châlons 1790 als den Ort der zentralen Verwaltung des Départements Marne ein. Am 20. Juni 1791 passierte die Familie Ludwigs XVI. auf ihrer Flucht nach Varennes die Poststation von Châlons. Am 4. Februar 1814 eroberten die Preußen unter York die Vorstadt St. Memmie, die MacDonald verteidigte, und besetzten nach dessen Abzug am folgenden Tag die Stadt selbst. Am 3. Juli 1815 wurde sie von Tschernyschow erobert. Das 1790 aufgehobene Bistum Châlons wurde 1822 wiedererrichtet.
Napoleon III. errichtete 1856 das 24 km nordöstlich der Stadt gelegene Lager von Châlons, das zunächst für Übungszwecke für die französische Armee bestimmt war, später aber im Deutsch-Französischen Krieg eine wichtige Rolle spielte. Im August 1870 sammelte sich die französische Armee unter Mac-Mahon in einer Stärke von 130.000 Mann nach ihrem Rückzug aus dem Elsass in Châlons, wo Napoleon III. am 16. August zu ihr stieß. Die daher so genannte Armee von Châlons sollte von hier aus Marschall Bazaine in Metz entsetzen, musste aber vor den Preußen nordwärts ausweichen – erst nach Reims, später nach Beaumont und schließlich in die Niederlage der Schlacht bei Sedan.
Während des Ersten Weltkriegs erreichten am 4. September 1914 deutsche Truppen von Norden kommend die Stadt und konnten ohne größeren Widerstand einrücken. Die französische Garnison zog sich eilig unter Zurücklassung von Ausrüstung zurück.
Der deutliche Bevölkerungsrückgang steht im Zusammenhang mit der Verlegung von rund 1000 Armeeangehörigen und dem Wegfall der damit verbundenen Arbeitsplätze. Bis zum Jahr 1997 hieß die Stadt Châlons-sur-Marne. 2016 verlor Châlons zahlreiche Stellen in der Verwaltung, als die neue Region Grand Est gebildet wurde.

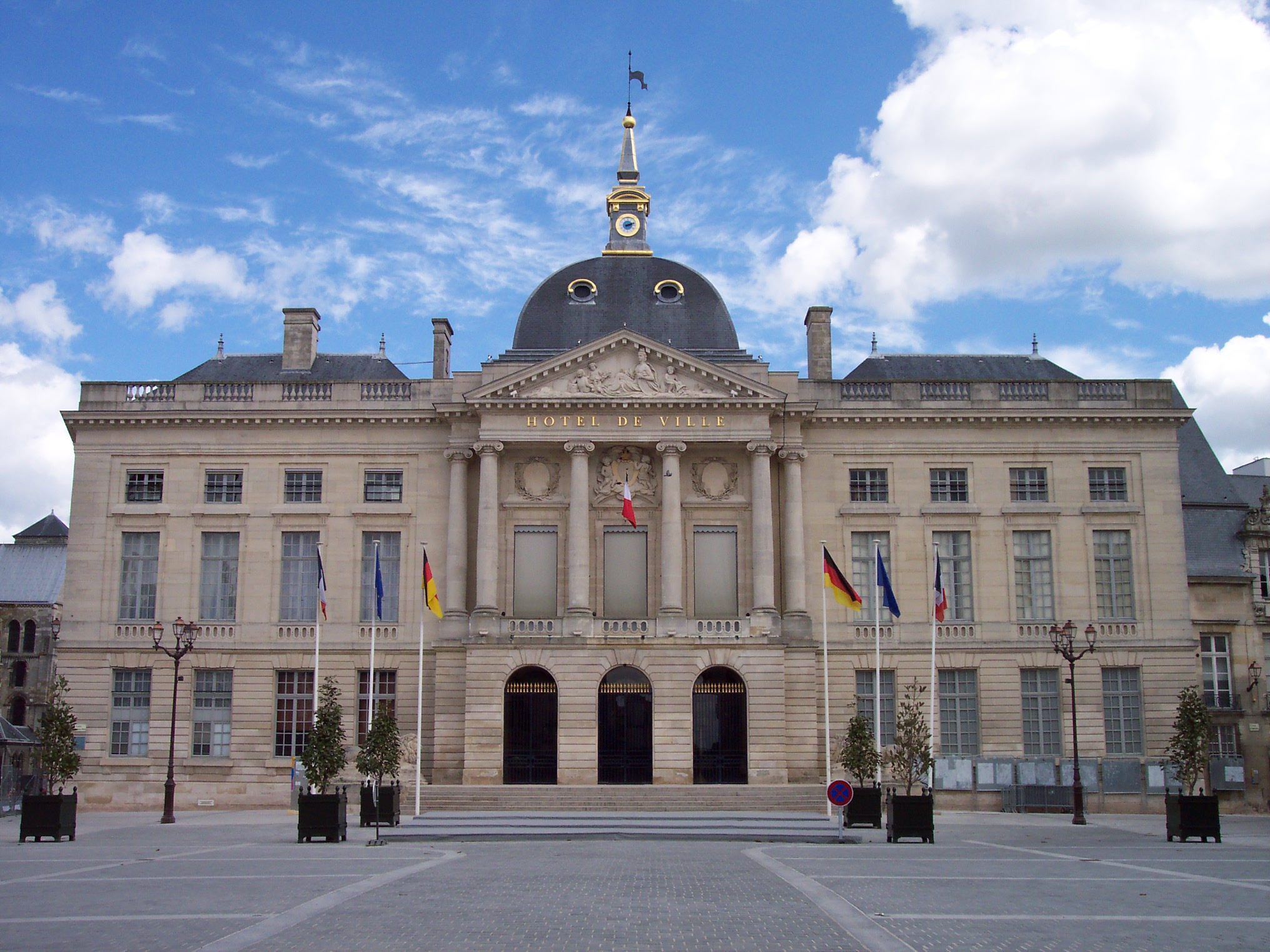
Rathaus (Hôtel de ville)

## Bevölkerungsentwicklung
| Jahr                       | 1962   | 1968   | 1975   | 1982   | 1990   | 1999   | 2006   | 2018   | 2021   |
| -------------------------- | ------ | ------ | ------ | ------ | ------ | ------ | ------ | ------ | ------ |
| Einwohner                  | 41.705 | 50.764 | 52.275 | 51.137 | 48.423 | 47.339 | 46.184 | 44.246 | 43.877 |
| Quellen: Cassini und INSEE |        |        |        |        |        |        |        |        |        |

## Politik

### Wappen
Blasonierung: „In Blau ein durchgehendes goldenes Balkenkreuz, bewinkelt von vier goldenen Lilien.“

### Städtepartnerschaften
- Bobo-Dioulasso in Burkina Faso
- Ilkeston in Großbritannien
- Mirabel, Vorort von Montreal in Kanada
- Neuss in Deutschland, seit 1972
- Razgrad in Bulgarien
- Wittenberge in Deutschland, seit 2010[8]

## Verkehrsanbindung

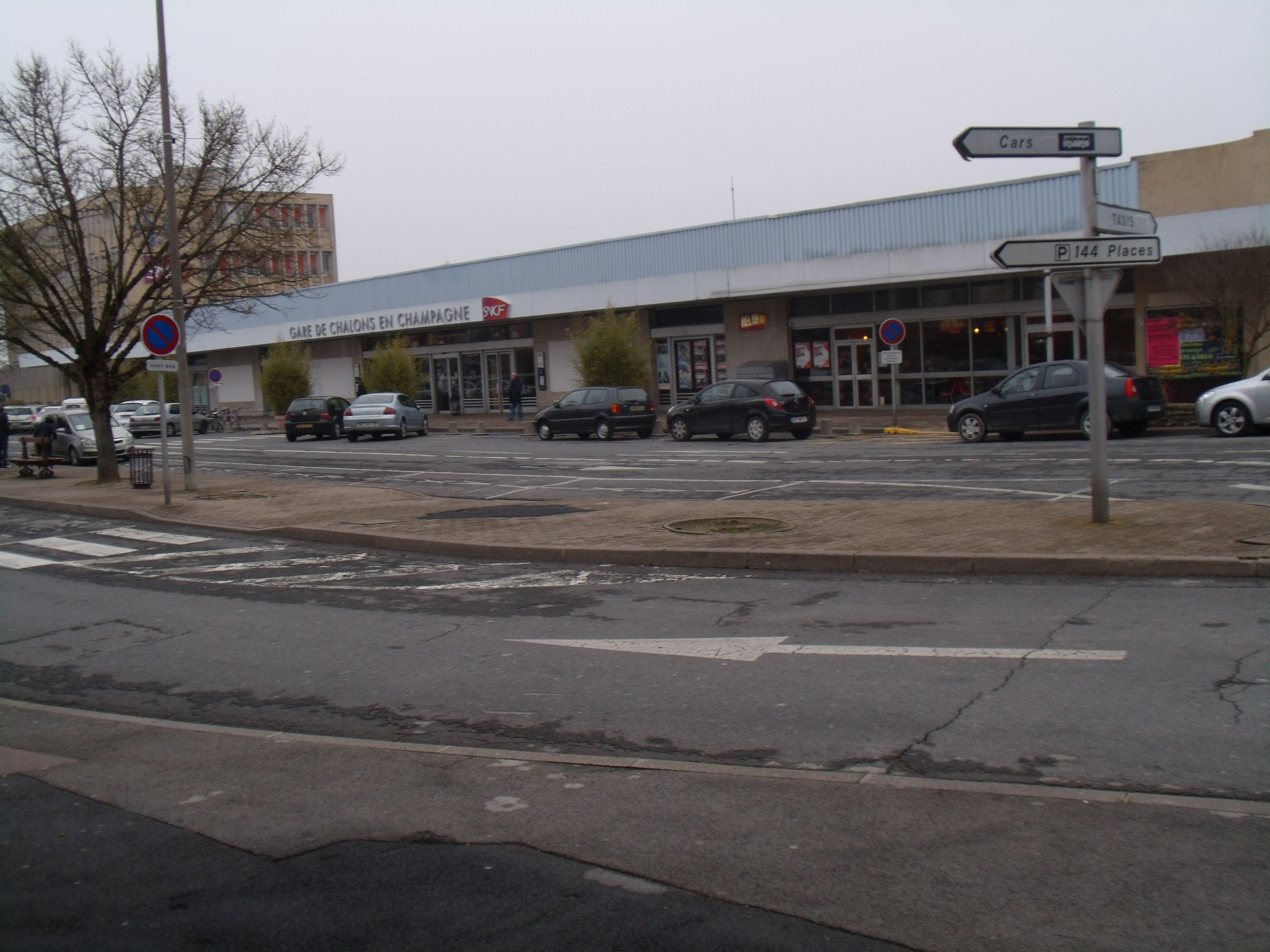
Empfangsgebäude des Bahnhofs

Châlons-en-Champagne liegt an der Bahnlinie Paris–Nancy–Strasbourg, außerdem bestehen Verbindungen mit Metz, Reims, Verdun und dem Bahnhof Champagne-Ardenne TGV an der LGV Est européenne.
Nördlich der Stadt verläuft die A4 / Autoroute de l’Est (Straßburg-Paris), westlich von Châlons befindet sich die A26 / Autoroute des Anglais, die Calais (Eurotunnel) mit Troyes verbindet und Teil des Grand contournement de Paris ist. Weiterhin war bis 1973 Châlons Knoten für lange Nationalstraßen: In Ost-West-Richtung die N3 (heute D3), die Paris mit Deutschland bei Saarbrücken verbindet, In Nordost-Südwest-Richtung die N77 (heute D977), die Nevers mit Belgien bei Bouillon verbindet, sowie die N44 nach Norden Richtung Saint-Quentin. Bis 1949 begann die N4 nach Deutschland bei Straßburg; welche 1949 von Vitry nach Paris verlängert wurde und durch eine verlängerte N44 ersetzt wurde. Westlich zweigte noch die N33 ab, die eine südliche Alternative zur N3 diente. Heute gibt es nur noch die N44, welche aber östlich um die Stadt geführt wird.
Der Flughafen Châlons Vatry liegt gut 20 Kilometer südlich der Stadt.

## Bildung
- Seit 1806 gibt es hier den ersten noch bestehenden Campus der Arts et Métiers ParisTech einer Elitehochschule für Ingenieurwissenschaften.
- College St. Étienne, bischöfliche Schule, Partnerschule des Johannes-Gymnasium Lahnstein und des Wilhelm-Hofmann-Gymnasiums in St.Goarshausen.[9]
- Nationales Zentrum für Zirkuskunst (Centre national des arts du cirque, kurz CNAC), gegründet 1986

## Sehenswürdigkeiten
- Kathedrale Saint-Étienne
- Kirche Notre-Dame-en-Vaux

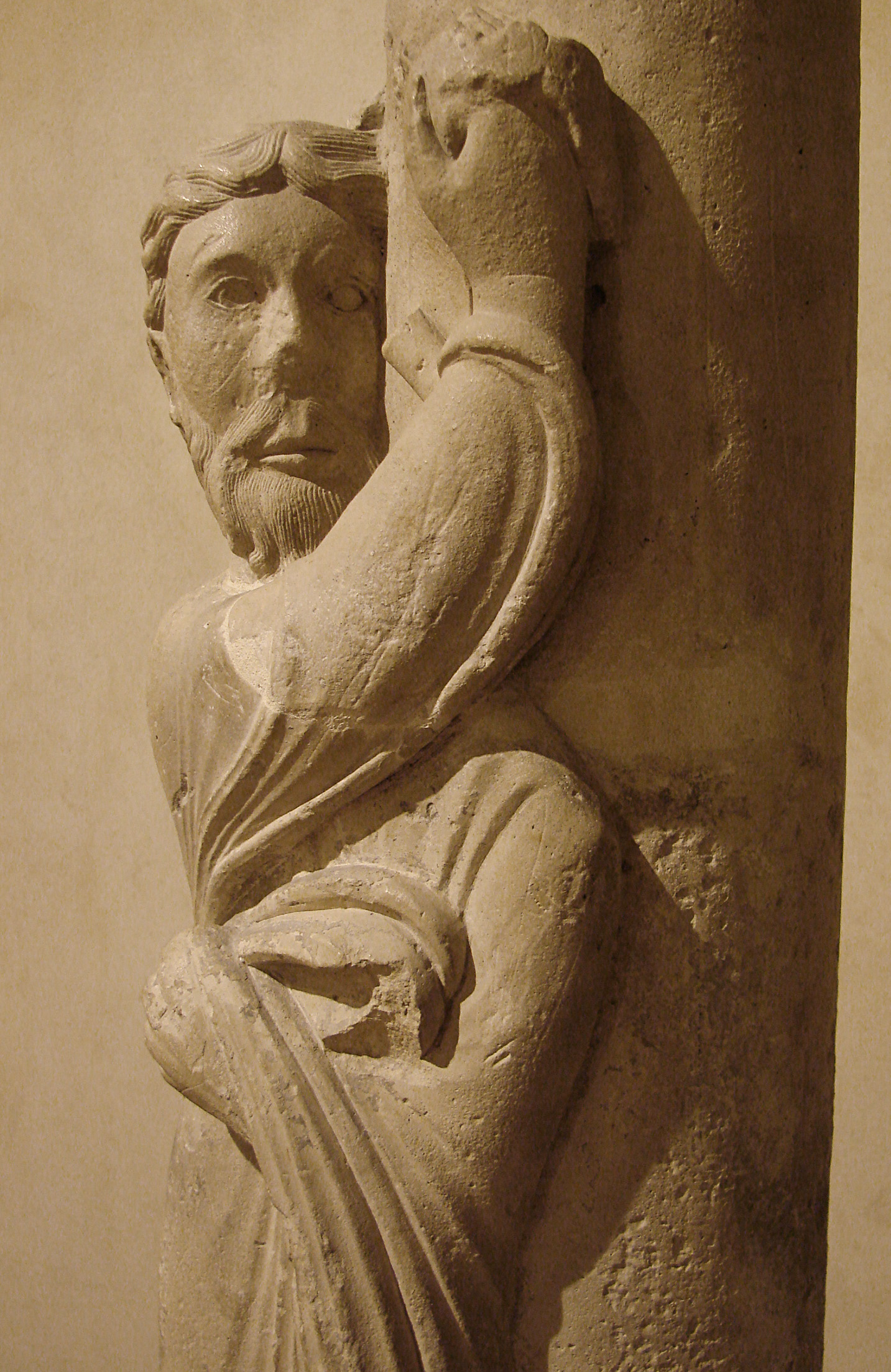
Kirche Notre-Dame-en-Vaux

- Museum Schiller und Goethe (Musée Schiller et Goethe)
- Museum der Schönen Künste und der Archäologie (Musée des Beaux-Arts et d’Archéologie)
- Museum Garinet (Musée Garinet)
- Temple protestant (Châlons-en-Champagne), evangelische Kirche
- Synagoge (Châlons-en-Champagne)

Die Stadt ist mit dem Regionalen Naturpark Montagne de Reims als Zugangsort assoziiert.

## Persönlichkeiten

### Söhne und Töchter der Stadt

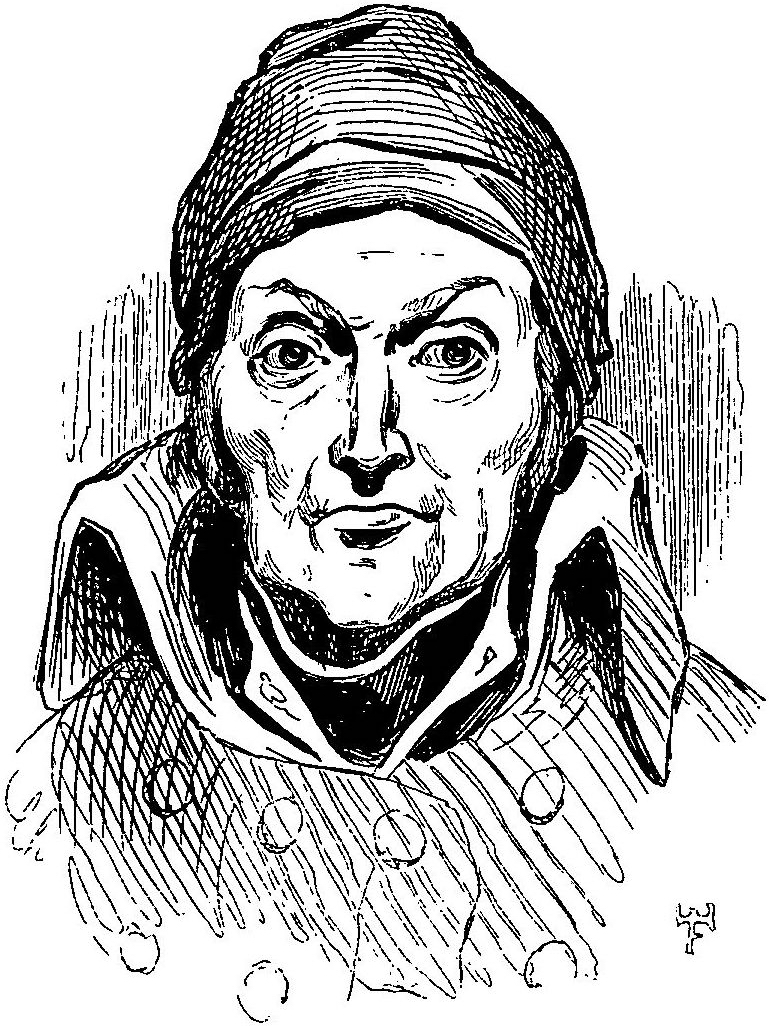
Nicolas Appert

- Pierre Richer de Belleval (um 1564–1632), Botaniker und Mediziner
- Fédéric Morel (1552–1630), Übersetzer
- Claude Chastillon (1560–1616), Architekt, Topograph und Graveur
- Louis Lallemant (1578–1635), Theologe, Jesuit
- David Blondel (1590–1655), Theologe
- Nicolas Perrot d’Ablancourt (1606–1664), Mitglied der Académie française
- Jean Talon (1625–1694), erster Intendant von Neufrankreich (1665–1672)
- Claude Aubriet (1665–1742), Naturmaler
- Jean-François-Paul Le Fèvre de Caumartin (1668–1733), Bischof von Blois, Mitglied der Académie française
- Antoine de Chézy (1718–1798), Hydraulik-Ingenieur
- Nicolas Appert (1749–1841), Konditor und Erfinder
- Claude Antoine Compère (1774–1812), General
- Adelbert von Chamisso (1781–1838), deutscher Naturforscher und Dichter
- Émile Herbillon (1794–1866), General
- Auguste Nicolas Eugène Millon (1812–1867), Chemiker
- Adolphe Willette (1857–1926), Illustrator, Karikaturist und Maler
- Edmond Buat (1868–1923), General
- Léon Gaston Seurat (1872–1949), Parasitologe
- Maurice Renard (1875–1939), Schriftsteller
- Léon Viart (1879–?), Turner
- Étienne Œhmichen (1884–1955), Ingenieur
- Pierre Dac (1893–1975), Humorist und Komödiant
- Robert Antral (1895–1939), Maler und Graphiker
- René-Joseph Piérard (1899–1994), Bischof
- Henri Lauvaux (1900–1970), Langstreckenläufer
- Pierre Hourcade (1908–1983), Romanist und Literaturwissenschaftler
- Jacques Massu (1908–2002), General
- Paul-Louis Carrière (1908–2008), Bischof von Laval
- Edmond-Marie-Henri Abelé (1925–2017), Bischof
- Jack Ralite (1928–2017), Politiker (PCF)
- Jean Cabut (1938–2015), Cartoonist, Comiczeichner und Karikaturist
- Serge Saulnier (* 1952), Autorennfahrer, Rennstallbesitzer und Motorsportfunktionär
- Mano Solo (1963–2010), Sänger
- Christian Delarbre (* 1964), katholischer Geistlicher, Erzbischof von Aix
- Xavier Bertrand (* 1965), Politiker (Les Républicains)
- Xavier Charles (* 1979), Improvisationsmusiker
- Caroline Anglade (* 1982), Schauspielerin
- Aïssa Mandi (* 1991), Fußballspieler
- Marion Torrent (* 1992), Fußballspielerin
- Rémi Oudin (* 1996), Fußballspieler

### Weitere Persönlichkeiten
- In Châlons verstarben der französische Bischof Wilhelm von Champeaux (um 1070–1121), die Kronprinzessin Margarethe von Schottland (1424–1445), der französische General Alfred Chanzy (1823–1883), der luxemburgische Unternehmer Emil Mayrisch (1862–1928) und der italienische Clown und Artist Francesco Caroli (1922–2004).
- Der Komponist Pierre Menault (1642–1694) war als Kapellmeister, der französische Politiker Pierre Louis Prieur (1756–1827) als Anwalt in der Stadt tätig.